# Церковь Успения Пресвятой Богородицы (Бронницы)
Церковь Успения Пресвятой Богородицы — приходской храм Коломенской епархии Русской православной церкви в городе Бронницы Московской области.

## История
В XVII веке на месте нынешнего храма было городское кладбище с деревянной церковью Илии Пророка. В середине XIX века из-за ветхости было принято решение разобрать деревянное здание и построить новую каменную церковь. Здание сооружалось на средства купца 1-й гильдии, почётного гражданина города Бронницы — Алексея Кононова.
Храм строился в 1867—1871 годах. Он имел три придела: центральный был посвящён Успению Богородицы; два боковых — во имя Илии Пророка и во имя Алексия, человека Божия. Главный престол был освящён в 1869 году: чин освящения по благословению митрополита Московского Филарета совершали два священника — Александр и Алексий, о чём свидетельствует сохранившаяся закладная плита в главном алтаре. Два другие придела достраивали и освящали в 1871 году. Купец Алексей Кононов в это время уже умер, и строительство продолжал его сын — также купец 1-й гильдии Иван Кононов. Храм представлял собой одноглавую кирпичную церковь в русском стиле с трапезной и высокой колокольней.
Храм пережил революцию 1917 года и не был уничтожен в советское время, как многие другие церкви. Но в 1936 году он был закрыт и осквернён, прилегающее кладбище разорено и закрыто. В здании церкви располагался хозяйственный магазин. В нём несколько раз случался пожар, уничтоживший дубовый иконостас, лепнину и внутреннее убранство.
Возрождение церкви началось после распада СССР. Богослужения в церкви Успения Пресвятой Богородицы возобновились в мае 2003 года, когда он был возвращён Русской православной церкви. В том же году был создан приход, началось восстановление храма, его реставрация продолжается по настоящее время. До 2010 года службы проводились в отгороженной части северного придела, когда был решён вопрос с отоплением здания. При храме действует воскресная школа и Библейский богословский кружок.
Церковь Успения Пресвятой Богородицы является объектом культурного наследия регионального значения (постановление Правительства Московской области от 15.03.2002. № 84/9).